# 尚帕尼亚 (克勒兹省)
尚帕尼亚（法語：Champagnat，法語發音：[ʃɑ̃paɲa]）是法国克勒兹省的一个市镇，属于欧比松区。

## 地理
尚帕尼亚（46°1'6"N, 2°17'0"E）面积28.82 平方千米，位于法国新阿基坦大区克勒兹省，该省份为法国中部省份，位于法國中央高原西北部，北起安德尔省和谢尔省，西接维埃纳省，南至科雷兹省，东临多姆山省，东北与阿列省接壤。
与尚帕尼亚接壤的市镇（或旧市镇、城区）包括：博罗热、拉绍萨德、吕佩尔萨、曼萨、佩拉拉诺尼耶尔、皮马尔西尼亚、拉塞尔-旧比西耶尔、圣多梅、圣迈克桑、圣西尔万贝勒加德。

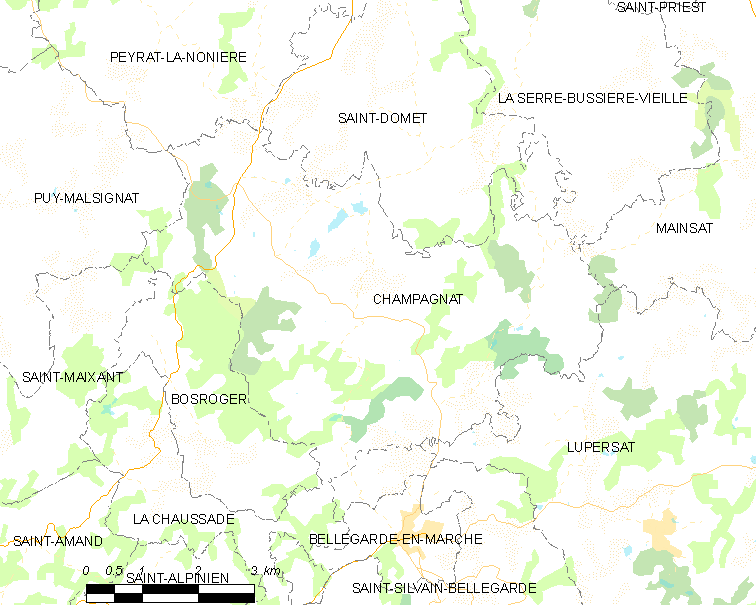
的OSM定位图

尚帕尼亚的时区为UTC+01:00、UTC+02:00（夏令时）。

## 行政
尚帕尼亚的邮政编码为23190，INSEE市镇编码为23048。

## 政治
尚帕尼亚所属的省级选区为欧比松县。

## 人口

1962-2008年间人口变化图示

尚帕尼亚于2022年1月1日时的人口数量为480人。